# 신용수 (1988년)
신용수(1988년 10월 26일 ~ )는 대한민국의 작사가, 작곡가 및 음악 프로듀서이다.

## 참여곡
- 2019년 7월 5일: 이가은 - 기억할게 (프로듀싱, 코러스)
- 2019년 10월 24일: 전상근 - 날아올라 (코러스)
- 2019년 11월 25일: 일레인 - Don't Bring Me Down (코러스)
- 2020년 1월 17일: 김태연 - 하루가 저물어간다 (코러스)
- 2020년 3월 2일: 추화정 - On My Own (보컬프로듀싱, 코러스)
- 2020년 4월 11일: 손승연- Sad (코러스)
- 2020년 5월 25일: 이찬솔 - Fate (코러스)
- 2020년 6월 15일: IZ*ONE - Oneiric Diary (幻想日記) (작곡, 편곡, 키보드)
- 2020년 6월 19일: 강다니엘 - Something (작곡, 편곡, 코러스)
- 2020년 8월 24일: 조하은 - Love Me Please (프로듀싱, 코러스)
- 2020년 9월 28일: 조하은- Let Me (프로듀싱, 코러스)
- 2020년 10월 29일: 스웨이 - 그냥 아무 생각 없이 있고 싶은 밤이야 (작사, 작곡, 편곡)
- 2020년 11월 22일: 조하은: Satisfy (프로듀싱)
- 2020년 11월 30일: GOT7 - Waiting For You (작사)
- 2021년 3월 11일: 허각 - 그 시간, 그 공간 (작사, 작곡)
- 2021년 6월 3일: 신용재 - 꽃이 예뻐봤자 뭐해 (프로듀싱, 작사, 작곡)
- 2021년 6월 8일: 김민정, 김지웅 - Sick of Love (작사, 작곡)
- 2021년 6월 15일: 뱀뱀 - Under The Sky (코러스)
- 2021년 7월 16일: 백지영 - Let Me Be (코러스)
- 2021년 8월 4일: 로켓펀치 - Let's Dance (작곡)
- 2021년 12월 28일: 뱀뱀 - Who Are You (Feat. 슬기 of Red Velvet) (프로듀싱)
- 2022년 1월 18일: 뱀뱀 - Slow Mo, Let me love you (코러스)
- 2022년 11월 5일: 소유 - Only You (작사, 작곡, 코러스)
- 2022년 12월 13일: Kei - Shine a light (작사, 작곡)
- 2024년 4월 26일: 요아리 - 우리의 밤 (프로듀싱)
- 2024년 6월 11일: CSR(첫사랑) - Pretty mob, 열아홉(HELLO), Blueway, Higher (프로듀싱, 보컬 디렉팅)
- 2024년 8월 11일: 요아리 - 월야 (작사, 작곡, 프로듀싱)
- 2024년 8월 25일: 신용재 - 달 아래 (작곡, 프로듀싱)
- 2024년 9월 12일: 예덕 - 서울의 밤 (프로듀싱)